# Liste der Naturschutzgebiete in Sachsen
Diese sortierbare Liste enthält 218 Naturschutzgebiete in Sachsen. Namen und Schlüsselnummern entsprechen den amtlichen Bezeichnungen.
Das periodisch aktualisierte Schutzgebietsverzeichnis des Freistaats Sachsen führt derzeit (Stand: 1. Januar 2022) 224 festgesetzte Naturschutzgebiete (NSG) auf, die mit 57.427,72 ha zusammen etwa 3,11 % der Landesfläche ausmachen.

## Liste
| Name des Gebietes                                      | Bild           | Kennung | WDPA      | Landkreis / Stadt                                                   | Beschreibung / Bemerkungen | Standort | Fläche in Hektar | Datum der Verordnung |
| ------------------------------------------------------ | -------------- | ------- | --------- | ------------------------------------------------------------------- | --- | -------- | ---------------- | -------------------- |
| Alte Elbe Kathewitz                                    | weitere Bilder | L 54    | 162084    | Landkreis Nordsachsen                                               | | Position | 465              | 1990                 |
| Alte Halde - Dolomitgebiet Ostrau                      |                | C 97    | 389572    | Landkreis Mittelsachsen                                             | | Position | 26,5             | 2007                 |
| Alte Leite                                             |                | C 07    | 162093    | Erzgebirgskreis                                                     | | Position | 32,67            | 1981                 |
| Alte See - Ruhmberg                                    | weitere Bilder | L 18    | 162096    | Landkreis Leipzig                                                   | | Position | 266              | 2015                 |
| Altes Schleifer Teichgelände                           | weitere Bilder | D 85    | 162123    | Landkreis Görlitz                                                   | | Position | 67,57            | 1992                 |
| Am alten Floßgraben                                    | weitere Bilder | C 57    | 162138    | Vogtlandkreis                                                       | | Position | 92               | 1994                 |
| Am Galgenteich Altenberg                               |                | D 90    | 162150    | Landkreis Sächsische Schweiz-Osterzgebirge                          | | Position | 13,7             | 1989                 |
| Am nördlichen Zeisigwald                               | weitere Bilder | C 100   | 555560772 | Chemnitz                                                            | | Position | 36               | 2013                 |
| Am Riedert                                             | weitere Bilder | C 22    | 162179    | Erzgebirgskreis                                                     | | Position | 18,5             | 1986                 |
| Am Rümpfwald                                           | weitere Bilder | C 87    | 318109    | Landkreis Zwickau                                                   | | Position | 88               | 1998                 |
| Am Scheidebach                                         |                | C 104   | 555690937 | Vogtlandkreis                                                       | | Position | 80,69            | 2018                 |
| Am Schusterstein                                       | weitere Bilder | C 54    | 162183    | Landkreis Mittelsachsen, Chemnitz                                   | | Position | 13,32            | 1990                 |
| Am Spitzberg                                           | weitere Bilder | L 55    | 318110    | Landkreis Leipzig                                                   | | Position | 160              | 2001                 |
| Am Taufichtig                                          | weitere Bilder | C 29    | 162188    | Erzgebirgskreis                                                     | | Position | 36,64            | 1988                 |
| An der Klosterwiese                                    | weitere Bilder | L 15    | 162212    | Landkreis Nordsachsen                                               | | Position | 75               | 1990                 |
| An der Ullitz                                          |                | C 66    | 162220    | Vogtlandkreis                                                       | | Position | 89               | 1989                 |
| Aschbachtal                                            | weitere Bilder | C 60    | 162247    | Landkreis Mittelsachsen                                             | | Position | 682              | 1988                 |
| Auenwald Laske                                         | weitere Bilder | D 07    | 162267    | Landkreis Bautzen                                                   | | Position | 29,11            | 1967                 |
| Auwald und Eisenberg Guttau (Anteil)                   |                | D 10    | 162307    | Landkreis Bautzen                                                   | | Position | 4,08             | 1990                 |
| Bärenbach                                              |                | C 08    | 162338    | Erzgebirgskreis                                                     | | Position | 67,24            | 1984                 |
| Bockautal                                              |                | C 20    | 162473    | Erzgebirgskreis                                                     | | Position | 33,34            | 1967                 |
| Bockwitz                                               | weitere Bilder | L 60    | 318212    | Landkreis Leipzig                                                   | | Position | 545,4            | 1999                 |
| Brauhauspöhl                                           |                | C 41    | 162539    | Vogtlandkreis                                                       | | Position | 3,74             | 1996                 |
| Burgaue                                                | weitere Bilder | L 09    | 162642    | Leipzig                                                             | | Position | 240,6            | 1993                 |
| Callenberg Nord II                                     | weitere Bilder | C 59    | 162671    | Landkreis Zwickau                                                   | | Position | 22,5             | 1990                 |
| Caßlauer Wiesenteiche                                  | weitere Bilder | D 09    | 162673    | Landkreis Bautzen                                                   | | Position | 40,16            | 1989                 |
| Chemnitzaue bei Draisdorf                              | weitere Bilder | C 103   | 555595847 | Chemnitz                                                            | | Position | 83,8             | 2015                 |
| Conradswiese                                           |                | C 18    | 162683    | Erzgebirgskreis                                                     | | Position | 38,97            | 1967                 |
| Dippelsdorfer Teich                                    | weitere Bilder | D 32    | 162762    | Landkreis Meißen                                                    | | Position | 44,39            | 1961                 |
| Döbener Wald                                           | weitere Bilder | L 17    | 14518     | Landkreis Leipzig                                                   | | Position | 190              | 1961                 |
| Dornreichenbacher Berg                                 | weitere Bilder | L 13    | 162789    | Landkreis Leipzig                                                   | | Position | 39,04            | 1984                 |
| Dreibächel                                             | weitere Bilder | C 49    | 162796    | Vogtlandkreis                                                       | | Position | 14,72            | 1981                 |
| Dreiländereck                                          |                | C 74    | 162801    | Vogtlandkreis                                                       | | Position | 134,94           | 1992                 |
| Dresdner Elbtalhänge                                   | weitere Bilder | D 104   | 378065    | Landkreis Sächsische Schweiz-Osterzgebirge, Dresden                 | | Position | 203,6            | 2007                 |
| Dubrauker Horken                                       |                | D 60    | 162809    | Landkreis Bautzen                                                   | | Position | 3,7              | 1988                 |
| Dubringer Moor                                         | weitere Bilder | D 78    | 14426     | Landkreis Bautzen                                                   | | Position | 1700             | 1995                 |
| Eichberg                                               | weitere Bilder | C 94    | 389586    | Landkreis Mittelsachsen                                             | | Position | 17,39            | 2009                 |
| Elbinseln Pillnitz und Gauernitz                       | weitere Bilder | D 35    | 165003    | Landkreis Meißen, Dresden                                           | | Position | 23,5             | 2006                 |
| Elligastwiesen                                         |                | D 113   |           | Landkreis Meißen                                                    | | Position | 78,92            | 2019                 |
| Elbtalhänge zwischen Rottewitz und Zadel               | weitere Bilder | D 102   | 318337    | Landkreis Meißen                                                    | | Position | 31,1             | 1999                 |
| Elster- und Pleiße-Auewald                             | weitere Bilder | L 10    | 318343    | Leipzig                                                             | | Position | 66,06            | 2001                 |
| Elsterhang bei Pirk                                    |                | C 39    | 162935    | Vogtlandkreis                                                       | | Position | 37,97            | 1961                 |
| Elsterhang bei Röttis                                  |                | C 36    | 162936    | Vogtlandkreis                                                       | | Position | 42,72            | 1990                 |
| Erlenbruch-Oberbusch Grüngräbchen                      | weitere Bilder | D 06    | 318363    | Landkreis Bautzen                                                   | | Position | 146,55           | 1999                 |
| Eschefelder Teiche                                     | weitere Bilder | L 29    | 9352      | Landkreis Leipzig                                                   | | Position | 267,03           | 1967                 |
| Feilebach                                              | weitere Bilder | C 70    | 163036    | Vogtlandkreis                                                       | | Position | 93               | 1993                 |
| Fichtelberg                                            | weitere Bilder | C 98    | 389590    | Erzgebirgskreis                                                     | | Position | 209              | 2007                 |
| Frauenteich Moritzburg                                 | weitere Bilder | D 31    | 14509     | Landkreis Meißen                                                    | | Position | 202              | 1954                 |
| Friedrichsheider Hochmoor                              | weitere Bilder | C 21    | 163152    | Erzgebirgskreis                                                     | | Position | 19,01            | 1994                 |
| Fuchspöhl                                              |                | C 65    | 163165    | Vogtlandkreis                                                       | | Position | 46               | 1986                 |
| Geierswalder Heide                                     | weitere Bilder | D 110   | 555588707 | Landkreis Bautzen                                                   | | Position | 128,94           | 2014                 |
| Geisingberg                                            | weitere Bilder | D 98    | 163218    | Landkreis Sächsische Schweiz-Osterzgebirge                          | | Position | 314              | 1981                 |
| Georgenfelder Hochmoor                                 | weitere Bilder | D 46    | 9363      | Landkreis Sächsische Schweiz-Osterzgebirge                          | | Position | 13,55            | 1961                 |
| Georgewitzer Skala                                     | weitere Bilder | D 22    | 163228    | Landkreis Görlitz                                                   | | Position | 35,23            | 1961                 |
| Gimmlitztal                                            | weitere Bilder | C 102   | 555595846 | Landkreis Mittelsachsen, Landkreis Sächsische Schweiz-Osterzgebirge | | Position | 257,8            | 2015                 |
| Gimmlitzwiesen                                         | weitere Bilder | D 67    |           | Landkreis Sächsische Schweiz-Osterzgebirge                          | bis 2015 eigenständiges Naturschutzgebiet, jetzt Teil des Gimmlitztals | Position | 1,58             | 1961                 |
| Gimpelfang                                             | weitere Bilder | D 56    | 163249    | Landkreis Sächsische Schweiz-Osterzgebirge                          | | Position | 10,29            | 1983                 |
| Gohrischheide und Elbniederterrasse Zeithain           | weitere Bilder | D 95    | 318447    | Landkreis Meißen                                                    | | Position | 2846,99          | 2000                 |
| Goldberg                                               |                | C 44    | 163272    | Vogtlandkreis                                                       | | Position | 21,5             | 1993                 |
| Gottesberg                                             |                | C 43    | 163292    | Vogtlandkreis                                                       | | Position | 16,16            | 1961                 |
| Grenzwiesen Fürstenau und Fürstenauer Heide            | weitere Bilder | D 105   | 378090    | Landkreis Sächsische Schweiz-Osterzgebirge                          | | Position | 507              | 2006                 |
| Gröditzer Skala                                        | weitere Bilder | D 11    | 163326    | Landkreis Bautzen                                                   | | Position | 43,29            | 1986                 |
| Großer Kranichsee                                      | weitere Bilder | C 48    | 14531     | Erzgebirgskreis, Vogtlandkreis                                      | | Position | 611              | 1961                 |
| Großer Teich Torgau                                    | weitere Bilder | L 48    | 163362    | Landkreis Nordsachsen                                               | | Position | 532              | 1992                 |
| Großer Weidenteich                                     | weitere Bilder | C 58    | 163366    | Vogtlandkreis                                                       | | Position | 334,92           | 1990                 |
| Großhartmannsdorfer Großteich                          | weitere Bilder | C 02    | 14521     | Landkreis Mittelsachsen                                             | | Position | 155              | 1997                 |
| Großholz Schleinitz und Petzschwitzer Holz             | weitere Bilder | D 28    | 163383    | Landkreis Meißen                                                    | | Position | 53,22            | 2021                 |
| Gruna                                                  | weitere Bilder | L 05    | 163397    | Landkreis Nordsachsen                                               | | Position | 28,86            | 1995                 |
| Grünheider Hochmoor                                    | weitere Bilder | C 17    | 163403    | Vogtlandkreis                                                       | | Position | 11,4             | 1994                 |
| Halbmeiler Wiesen                                      | weitere Bilder | C 50    | 163496    | Erzgebirgskreis                                                     | | Position | 17,49            | 1985                 |
| Hammerlugk                                             |                | D 87    | 163514    | Landkreis Görlitz                                                   | | Position | 74               | 1995                 |
| Hartensteiner Wald                                     | weitere Bilder | C 04    | 163533    | Landkreis Zwickau                                                   | | Position | 89               | 1993                 |
| Haselberg-Straßenteich                                 | weitere Bilder | L 49    | 163540    | Landkreis Leipzig                                                   | | Position | 39               | 1991                 |
| Hasenreuth                                             |                | C 68    | 163545    | Vogtlandkreis                                                       | | Position | 19               | 1994                 |
| Heide und Moorwald am Filzteich                        | weitere Bilder | C 72    | 163939    | Landkreis Zwickau                                                   | | Position | 314              | 1941                 |
| Heilige Hallen                                         | weitere Bilder | D 55    | 163599    | Landkreis Sächsische Schweiz-Osterzgebirge                          | | Position | 32,78            | 1992                 |
| Hemmschuh                                              |                | D 47    | 14513     | Landkreis Sächsische Schweiz-Osterzgebirge                          | | Position | 253,28           | 1961                 |
| Hengstberg                                             | weitere Bilder | D 24    | 163638    | Landkreis Görlitz                                                   | | Position | 23,4             | 1989                 |
| Hermannsdorf                                           | weitere Bilder | D 84    | 14425     | Landkreis Görlitz                                                   | | Position | 21,5             | 1967                 |
| Hermannsdorfer Wiesen                                  | weitere Bilder | C 26    | 14526     | Erzgebirgskreis                                                     | | Position | 185              | 1967                 |
| Himmelreich                                            |                | C 67    | 163679    | Vogtlandkreis                                                       | | Position | 47               | 1967                 |
| Hinteres Stöckigt                                      | weitere Bilder | L 31    | 163690    | Landkreis Leipzig                                                   | | Position | 31,13            | 1997                 |
| Hirschberg                                             |                | C 81    | 163697    | Vogtlandkreis                                                       | | Position | 32,3             | 1995                 |
| Hirschberg - Seiffener Grund                           |                | C 09    | 14522     | Erzgebirgskreis                                                     | | Position | 172,57           | 1961                 |
| Hochstein                                              |                | D 19    | 163714    | Landkreis Görlitz                                                   | | Position | 69,6             | 1974                 |
| Hochstein - Karlsleite                                 |                | D 69    | 163715    | Landkreis Sächsische Schweiz-Osterzgebirge                          | | Position | 21,52            | 1985                 |
| Hochweitzschener Wald                                  |                | C 92    | 389602    | Landkreis Mittelsachsen                                             | | Position | 19,24            | 1978                 |
| Hofehübel Bärenfels                                    |                | D 40    | 163727    | Landkreis Sächsische Schweiz-Osterzgebirge                          | | Position | 71,8             | 1984                 |
| Hohe Dubrau                                            |                | D 16    | 14537     | Landkreis Görlitz                                                   | | Position | 363              | 1961                 |
| Höhlteich                                              | weitere Bilder | C 77    | 163755    | Erzgebirgskreis                                                     | | Position | 37,1             | 1995                 |
| Hormersdorfer Hochmoor                                 | weitere Bilder | C 05    | 163793    | Erzgebirgskreis                                                     | | Position | 10,63            | 1986                 |
| Hüttenbach                                             |                | C 46    | 163836    | Vogtlandkreis                                                       | | Position | 42,9             | 1994                 |
| Innenkippe Nochten                                     | weitere Bilder | D 101   | 318604    | Landkreis Görlitz                                                   | | Position | 62,51            | 2002                 |
| Jägersgrüner Hochmoor                                  |                | C 42    | 163935    | Vogtlandkreis                                                       | | Position | 13,2             | 1961                 |
| Jahna-Auenwälder                                       | weitere Bilder | D 01    | 163938    | Landkreis Meißen                                                    | | Position | 34,24            | 1961                 |
| Jonsdorfer Felsenstadt                                 |                | D 27    | 163952    | Landkreis Görlitz                                                   | | Position | 65,4             | 1990                 |
| Keulaer Tiergarten                                     | weitere Bilder | D 81    | 164060    | Landkreis Görlitz                                                   | | Position | 32,64            | 1987                 |
| Kirstenmühle-Schanzenbachtal                           | weitere Bilder | C 93    | 389615    | Landkreis Mittelsachsen, Landkreis Leipzig                          | | Position | 277              | 1961                 |
| Kleiner Berg Hohburg                                   | weitere Bilder | L 39    | 164118    | Landkreis Leipzig                                                   | | Position | 40,6             | 1961                 |
| Kleiner Kranichsee, Butterwegmoor und Henneberger Hang | weitere Bilder | C 25    | 164124    | Erzgebirgskreis                                                     | | Position | 103,8            | 1996                 |
| Kohlbachtal                                            | weitere Bilder | L 53    | 164184    | Landkreis Leipzig                                                   | | Position | 244              | 1991                 |
| Königsbrücker Heide                                    | weitere Bilder | D 89    | 164201    | Landkreis Bautzen, Landkreis Meißen                                 | | Position | 7000             | 1988                 |
| Kreuzgrund                                             |                | L 51    | 164256    | Landkreis Nordsachsen                                               | | Position | 16,9             | 1986                 |
| Kulkwitzer Lachen                                      | weitere Bilder | L 43    | 164294    | Landkreis Leipzig                                                   | | Position | 35,67            | 1961                 |
| Kutschgeteich Moritzburg                               | weitere Bilder | D 100   | 318700    | Landkreis Meißen                                                    | | Position | 14,14            | 2001                 |
| Kuttenbach                                             |                | C 85    | 164309    | Erzgebirgskreis                                                     | | Position | 65               | 1986                 |
| Landesgemeinde                                         |                | C 47    | 164333    | Vogtlandkreis                                                       | | Position | 8,68             | 1961                 |
| Landeskrone                                            | weitere Bilder | D 20    | 164334    | Landkreis Görlitz                                                   | | Position | 83               | 1987                 |
| Langes Holz - Radeland                                 | weitere Bilder | L 14    | 164367    | Landkreis Nordsachsen                                               | | Position | 49,4             | 1987                 |
| Lausche                                                | weitere Bilder | D 26    | 164402    | Landkreis Görlitz                                                   | | Position | 13,39            | 1939                 |
| Lausker Skala                                          | weitere Bilder | D 12    | 164404    | Landkreis Bautzen                                                   | | Position | 32,31            | 1991                 |
| Lehmlache Lauer                                        | weitere Bilder | L 56    | 318722    | Leipzig                                                             | | Position | 49               | 1999                 |
| Linzer Wasser                                          | weitere Bilder | D 107   | 555514066 | Landkreis Meißen                                                    | | Position | 162,6            | 2010                 |
| Litzenteich                                            |                | D 70    | 164494    | Landkreis Bautzen                                                   | | Position | 29,28            | 1993                 |
| Lohenbachtal                                           | weitere Bilder | C 86    | 318745    | Erzgebirgskreis                                                     | | Position | 20,5             | 2002                 |
| Loose                                                  |                | D 18    | 164507    | Landkreis Görlitz                                                   | | Position | 16,59            | 1988                 |
| Luchberg                                               |                | D 39    | 164512    | Landkreis Sächsische Schweiz-Osterzgebirge                          | | Position | 20,1             | 1992                 |
| Lugteich bei Grüngräbchen                              | weitere Bilder | D 05    | 164523    | Landkreis Bautzen                                                   | | Position | 53               | 1995                 |
| Luppeaue                                               | weitere Bilder | L 45    | 164527    | Landkreis Nordsachsen, Leipzig                                      | | Position | 598              | 1993                 |
| Märzenbecherwiese                                      | weitere Bilder | D 53    | 164578    | Landkreis Sächsische Schweiz-Osterzgebirge                          | | Position | 7,89             | 1994                 |
| Maylust                                                |                | C 95    | 389623    | Landkreis Mittelsachsen                                             | | Position | 26,98            | 2008                 |
| Mittelgebirgslandschaft um Oelsen                      | weitere Bilder | D 50    | 164924    | Landkreis Sächsische Schweiz-Osterzgebirge                          | | Position | 515              | 1990                 |
| Mittleres Seidewitztal                                 | weitere Bilder | D 92    | 164642    | Landkreis Sächsische Schweiz-Osterzgebirge                          | | Position | 187              | 1988                 |
| Molkenbornteiche Stölpchen                             | weitere Bilder | D 76    | 164653    | Landkreis Meißen                                                    | | Position | 160,75           | 1983                 |
| Monumentshügel                                         |                | D 17    | 164660    | Landkreis Görlitz                                                   | | Position | 34,64            | 1967                 |
| Moor am Pfahlberg                                      |                | C 31    | 164663    | Erzgebirgskreis                                                     | | Position | 21,58            | 1967                 |
| Moor an der Roten Pfütze                               | weitere Bilder | C 27    | 164664    | Erzgebirgskreis                                                     | | Position | 15,16            | 1988                 |
| Moore südlich von Schönheide                           | weitere Bilder | C 101   | 555560773 | Erzgebirgskreis                                                     | | Position | 27,83            | 2013                 |
| Moorwald am Pechfluss bei Medingen                     | weitere Bilder | D 97    | 318804    | Landkreis Bautzen, Landkreis Meißen                                 | | Position | 84               | 1999                 |
| Mothäuser Heide                                        | weitere Bilder | C 13    | 14525     | Erzgebirgskreis                                                     | | Position | 414,1            | 1961                 |
| Müglitzhang bei Schlottwitz                            | weitere Bilder | D 64    | 164715    | Landkreis Sächsische Schweiz-Osterzgebirge                          | | Position | 77,87            | 1996                 |
| Muldenwiesen                                           | weitere Bilder | C 83    | 164729    | Vogtlandkreis                                                       | | Position | 94,39            | 1985                 |
| Neuteich                                               | weitere Bilder | D 65    | 164801    | Landkreis Meißen                                                    | | Position | 10,45            | 1974                 |
| Niederspreer Teichgebiet und Kleine Heide Hähnichen    |                | D 13    | 14536     | Landkreis Görlitz                                                   | | Position | 2014             | 1961                 |
| Oberer Altenteich                                      | weitere Bilder | D 66    | 164869    | Landkreis Meißen                                                    | | Position | 11,51            | 1974                 |
| Oberlausitzer Heide- und Teichlandschaft               | weitere Bilder | D 93    | 318902    | Landkreis Bautzen, Landkreis Görlitz                                | | Position | 13000            | 1998                 |
| Paupitzscher See                                       |                | L 46    | 164979    | Landkreis Nordsachsen                                               | | Position | 143              | 1996                 |
| Pausaer Weide                                          |                | C 73    | 164980    | Vogtlandkreis                                                       | | Position | 32,8             | 1995                 |
| Pfaffenstein                                           | weitere Bilder | D 91    | 164990    | Landkreis Sächsische Schweiz-Osterzgebirge                          | | Position | 39,5             | 1961                 |
| Pfarrholz Groitzsch                                    | weitere Bilder | L 27    | 164992    | Landkreis Leipzig                                                   | | Position | 41,6             | 1995                 |
| Pfarrwiese                                             |                | C 69    | 164993    | Vogtlandkreis                                                       | | Position | 50               | 1991                 |
| Polenzwald                                             | weitere Bilder | L 12    | 165019    | Landkreis Leipzig                                                   | | Position | 111,4            | 1991                 |
| Presseler Heidewald- und Moorgebiet                    | weitere Bilder | L 44    | 64696     | Landkreis Nordsachsen                                               | | Position | 4095             | 1990                 |
| Prießnitz                                              | weitere Bilder | L 28    | 165039    | Landkreis Leipzig                                                   | | Position | 59,77            | 1967                 |
| Prudel Döhlen                                          |                | L 52    | 165048    | Landkreis Nordsachsen                                               | | Position | 157              | 1994                 |
| Rabenauer Grund                                        | weitere Bilder | D 37    | 165070    | Landkreis Sächsische Schweiz-Osterzgebirge                          | | Position | 97,68            | 1988                 |
| Radener Runze                                          | weitere Bilder | D 112   | 555638662 | Landkreis Meißen                                                    | | Position | 26,7             | 2017                 |
| Rauenstein                                             |                | C 06    | 165110    | Erzgebirgskreis                                                     | | Position | 13,94            | 1991                 |
| Rauner- und Haarbachtal                                | weitere Bilder | C 90    | 378345    | Vogtlandkreis                                                       | | Position | 260              | 1993                 |
| Rauschenbachtal                                        | weitere Bilder | C 64    | 165113    | Erzgebirgskreis                                                     | | Position | 40,93            | 1961                 |
| Reudnitz                                               | weitere Bilder | L 38    | 165147    | Landkreis Nordsachsen                                               | | Position | 157,5            | 1992                 |
| Röderauwald Zabeltitz                                  | weitere Bilder | D 103   | 318996    | Landkreis Meißen                                                    | | Position | 283              | 1997                 |
| Rohrbacher Teiche                                      | weitere Bilder | L 19    | 165207    | Landkreis Leipzig                                                   | | Position | 77,87            | 1990                 |
| Roitzsch                                               |                | L 07    | 165215    | Landkreis Nordsachsen                                               | | Position | 8,69             | 1997                 |
| Rotstein                                               | weitere Bilder | D 21    | 165235    | Landkreis Görlitz                                                   | | Position | 81,63            | 1984                 |
| Rückhaltebecken Stöhna                                 | weitere Bilder | L 57    | 319013    | Landkreis Leipzig                                                   | | Position | 293,4            | 1992                 |
| Rungstock                                              |                | C 10    | 14523     | Erzgebirgskreis                                                     | | Position | 179,86           | 1961                 |
| Rutschung P                                            |                | D 106   | 378353    | Landkreis Görlitz                                                   | | Position | 112              | 2007                 |
| Sachsenwiese                                           |                | C 71    | 165281    | Vogtlandkreis                                                       | | Position | 56               | 1941                 |
| Sandberg Wiederau und Klinkholz                        | weitere Bilder | C 79    | 165301    | Landkreis Mittelsachsen                                             | | Position | 60               | 1992                 |
| Sandgrube Penna                                        | weitere Bilder | C 82    | 165315    | Landkreis Mittelsachsen                                             | | Position | 91,7             | 1992                 |
| Sandgrubenteich                                        | weitere Bilder | C 75    | 165317    | Vogtlandkreis                                                       | | Position | 48,7             | 1994                 |
| Schafteich                                             | weitere Bilder | C 84    | 165355    | Landkreis Zwickau                                                   | | Position | 30,8             | 1988                 |
| Scheergrund                                            |                | C 91    | 389971    | Landkreis Mittelsachsen                                             | | Position | 58,05            | 2009                 |
| Schieferbach                                           | weitere Bilder | C 24    | 165385    | Erzgebirgskreis                                                     | | Position | 16,8             | 1997                 |
| Schleife                                               | weitere Bilder | D 79    | 165408    | Landkreis Görlitz                                                   | | Position | 52               | 1985                 |
| Schmielteich Polenz                                    | weitere Bilder | L 58    | 319083    | Landkreis Leipzig                                                   | | Position | 37,7             | 1999                 |
| Schönbrunner Berg                                      |                | D 25    | 165458    | Landkreis Görlitz                                                   | | Position | 30,43            | 1984                 |
| Schwarzbachtal                                         | weitere Bilder | D 72    | 165491    | Landkreis Sächsische Schweiz-Osterzgebirge                          | | Position | 13,75            | 1961                 |
| Schwarze Heide - Kriegswiese                           |                | C 14    | 165499    | Erzgebirgskreis                                                     | | Position | 83,83            | 1995                 |
| Schwarzwassertal                                       | weitere Bilder | C 12    | 14524     | Erzgebirgskreis                                                     | | Position | 186              | 1967                 |
| Seifersdorfer Tal                                      | weitere Bilder | D 33    | 165549    | Landkreis Bautzen, Dresden                                          | | Position | 58,55            | 1982                 |
| Seußlitzer und Gauernitzer Gründe                      | weitere Bilder | D 02    | 14532     | Landkreis Meißen                                                    | | Position | 357              | 1961                 |
| Sohrwiesen                                             |                | C 63    | 165591    | Vogtlandkreis                                                       | | Position | 12,4             | 1990                 |
| Spannteich Knappenrode                                 | weitere Bilder | D 77    | 14423     | Landkreis Bautzen                                                   | | Position | 138,3            | 1981                 |
| Spargründe bei Dohna                                   | weitere Bilder | D 68    | 165607    | Landkreis Sächsische Schweiz-Osterzgebirge                          | | Position | 56,79            | 1939                 |
| Spröde                                                 | weitere Bilder | L 36    | 165629    | Landkreis Nordsachsen                                               | östlicher Teil (ca. 28 ha) der ausgedehnten Wald- und Heidelandschaft „Sprödaer Wald“ (etwa 250 ha) zwischen Spröda im Norden und Brinnis im Süden, gekennzeichnet durch großflächige Eichen- und Hainbuchenwäldern und bodensaure Buchenwälder im Wechsel mit Flachland-Mähwiesen und Wald-Sumpfgebieten, seit 2002 ist das Naturschutzgebiet Teil des FFH-Schutzgebiet „Sprödaer Wald und Triftholz“ (4440-303) | Position | 27,63            | 1961                 |
| Staupenbachtal                                         | weitere Bilder | C 96    | 389977    | Landkreis Mittelsachsen                                             | | Position | 11,52            | 2007                 |
| Steinbach                                              |                | C 28    | 14527     | Erzgebirgskreis                                                     | | Position | 440,6            | 1961                 |
| Steinberg                                              |                | C 16    | 165678    | Vogtlandkreis                                                       | | Position | 52,61            | 1981                 |
| Steinicht                                              | weitere Bilder | C 76    | 165721    | Vogtlandkreis                                                       | | Position | 73               | 1994                 |
| Steinwiesen                                            |                | C 61    | 165725    | Vogtlandkreis                                                       | | Position | 22,23            | 1986                 |
| Streitwald                                             |                | L 30    | 16794     | Landkreis Leipzig                                                   | | Position | 73,67            | 1961                 |
| Südbereich Braunsteich                                 |                | D 96    | 319173    | Landkreis Görlitz                                                   | | Position | 124              | 1996                 |
| Syrau-Kauschwitzer Heide                               | weitere Bilder | C 88    | 319190    | Vogtlandkreis                                                       | | Position | 187              | 1999                 |
| Talsperre Quitzdorf                                    |                | D 71    | 165824    | Landkreis Görlitz                                                   | | Position | 112,77           | 1978                 |
| Teichgebiet Biehla-Weißig                              | weitere Bilder | D 94    | 319202    | Landkreis Bautzen                                                   | | Position | 824,6            | 2003                 |
| Tiefental bei Königsbrück                              | weitere Bilder | D 08    | 165889    | Landkreis Bautzen                                                   | | Position | 85,99            | 1990                 |
| Trebendorfer Tiergarten                                |                | D 88    | 165939    | Landkreis Görlitz                                                   | | Position | 201              | 1961                 |
| Trebnitzgrund                                          | weitere Bilder | D 49    | 165940    | Landkreis Sächsische Schweiz-Osterzgebirge                          | | Position | 47,42            | 1994                 |
| Triebtal                                               | weitere Bilder | C 35    | 14530     | Vogtlandkreis                                                       | | Position | 108,34           | 1938                 |
| Trockenhänge südöstlich Lommatzsch                     | weitere Bilder | D 108   | 555546383 | Landkreis Meißen                                                    | | Position | 140              | 1999                 |
| Trostgrund                                             |                | C 51    | 165966    | Landkreis Mittelsachsen                                             | | Position | 26,09            | 1987                 |
| Um den Eibsee                                          | weitere Bilder | C 89    | 319236    | Chemnitz                                                            | | Position | 39               | 2001                 |
| Um die Rochsburg                                       | weitere Bilder | C 01    | 14520     | Landkreis Mittelsachsen                                             | | Position | 259,6            | 1961, 2019           |
| Unger                                                  |                | D 54    | 165989    | Landkreis Sächsische Schweiz-Osterzgebirge                          | | Position | 48,23            | 1996                 |
| Unteres Kemnitztal                                     |                | C 40    | 166021    | Vogtlandkreis                                                       | | Position | 27,16            | 1990                 |
| Unteres Zinsbachtal                                    |                | C 105   | 555690938 | Vogtlandkreis                                                       | | Position | 7,37             | 2018                 |
| Vereinigte Mulde Eilenburg – Bad Düben                 | weitere Bilder | L 59    | 319254    | Landkreis Nordsachsen                                               | | Position | 1453             | 1997                 |
| Vierteich Freitelsdorf                                 | weitere Bilder | D 111   |           | Landkreis Meißen                                                    | | Position | 59,79            | 2017                 |
| Vogelfreistätte Burgteich                              |                | C 37    | 166068    | Vogtlandkreis                                                       | | Position | 65,55            | 1985                 |
| Vordere Aue                                            | weitere Bilder | C 52    | 166097    | Erzgebirgskreis                                                     | | Position | 46,4             | 1991                 |
| Wachtelberg-Mühlbachtal                                | weitere Bilder | L 47    | 166121    | Landkreis Leipzig                                                   | | Position | 23,1             | 1985                 |
| Waldmoore bei Großdittmannsdorf                        | weitere Bilder | D 99    | 319279    | Landkreis Bautzen, Landkreis Meißen                                 | | Position | 93,5             | 2000                 |
| Wartberg Thossen                                       |                | C 38    | 166176    | Vogtlandkreis                                                       | | Position | 18,1             | 1988                 |
| Waschteich Reuth                                       | weitere Bilder | C 03    | 166180    | Vogtlandkreis                                                       | | Position | 21,16            | 1995                 |
| Weicholdswald                                          |                | D 41    | 14512     | Landkreis Sächsische Schweiz-Osterzgebirge                          | | Position | 103,7            | 1961                 |
| Weißeritztalhänge                                      | weitere Bilder | D 38    | 14511     | Landkreis Sächsische Schweiz-Osterzgebirge                          | | Position | 448,64           | 1961                 |
| Weißeritzwiesen Schellerhau                            |                | D 86    | 166234    | Landkreis Sächsische Schweiz-Osterzgebirge                          | | Position | 23,00            | 1994                 |
| Werbeliner See                                         | weitere Bilder | L 61    | 555632897 | Landkreis Nordsachsen                                               | | Position | 1506,3           | 2019                 |
| Wesenitzhang bei Zatzschke                             |                | D 63    | 166261    | Landkreis Sächsische Schweiz-Osterzgebirge                          | | Position | 8,78             | 1989                 |
| Wettertannenwiese                                      | weitere Bilder | C 62    | 166280    | Erzgebirgskreis                                                     | | Position | 7,45             | 1985                 |
| Windberg Freital                                       | weitere Bilder | D 36    | 14510     | Landkreis Sächsische Schweiz-Osterzgebirge                          | | Position | 104,3            | 1967                 |
| Winzerwiese und Gosebruch                              | weitere Bilder | D 03    | 166334    | Landkreis Meißen                                                    | | Position | 11,6             | 1967                 |
| Wollschank und Zschark                                 | weitere Bilder | D 75    | 163177    | Landkreis Bautzen                                                   | | Position | 94,82            | 1989                 |
| Wölperner Torfwiesen                                   | weitere Bilder | L 40    | 166358    | Landkreis Nordsachsen                                               | | Position | 46,25            | 1989                 |
| Zauberwald                                             |                | C 45    | 166391    | Vogtlandkreis                                                       | | Position | 15,2             | 1991                 |
| Zeidelweide und Pfaffenloh                             | weitere Bilder | C 56    | 166395    | Vogtlandkreis                                                       | | Position | 33               | 1967                 |
| Ziegeleigruben Prohlis und Torna                       | weitere Bilder | D 109   | 555588706 | Dresden                                                             | | Position | 12,49            | 2014                 |
| Ziegenbuschhänge bei Oberau                            | weitere Bilder | D 29    | 166416    | Landkreis Meißen                                                    | | Position | 20               | 2014                 |
| Zschopautalhänge bei Lichtenwalde                      |                | C 55    | 166428    | Landkreis Mittelsachsen                                             | | Position | 34,25            | 1985                 |
| Zschornaer Teichgebiet                                 | weitere Bilder | D 04    | 14533     | Landkreis Meißen                                                    | | Position | 314,74           | 1954                 |
| Zweibach                                               |                | C 30    | 14528     | Erzgebirgskreis                                                     | | Position | 106,76           | 1961                 |
| Zwiebrandwiesen                                        |                | C 78    | 166431    | Vogtlandkreis                                                       | | Position | 7,2              | 1984                 |
| Zwönitzer Moosheide                                    |                | C 99    | 555552617 | Erzgebirgskreis                                                     | | Position | 19,04            | 2012                 |